# Robert Scott (Radsportler)
Robert Wentworth Scott (* 24. Juli 1998 in Halifax) ist ein britischer Radrennfahrer.

## Sportlicher Werdegang
Nach dem Wechsel in die U23 wurde Scott zur Saison 2017 Mitglied im Team Wiggins. In seinem zweiten Jahr für das Team wurde er Britischer U23-Meister im Straßenrennen. Zur Saison 2020 wechselte er in das damalige Team Canyon dhb. In der Saison 2022 erzielte er mit dem Sieg bei Paris–Troyes sowie einem Etappensieg und dem Gewinn der Gesamtwertung bei der Tour de la Mirabelle seine ersten Erfolge auf der UCI Europe Tour.
Nach der vorzeitigen Auflösung seines Teams kehrte Scott auf die Vereinsebene zurück.

## Erfolge
2018
- Britischer Meister – Straßenrennen (U23)

2022
- Gesamtwertung und eine Etappe Tour de la Mirabelle
- Paris–Troyes